# Franck Nivault
Franck Nivault, né le 9 mars 1948 à Pordic (Côtes-du-Nord) et mort le 30 septembre 2011 à Laval, est un footballeur, entraîneur, dirigeant de football et chef d'entreprise français. Sur le terrain il évoluait au poste de gardien de but

## Biographie

### Le joueur
Passé par les clubs de Pordic, de Saint-Quay, de l'AS Tréguier et du Stade Rennais, il est gardien de but au Stade lavallois en Deuxième division, puis doublure de Jacky Rose. 
En parallèle de sa carrière de joueur, il travaille comme agent commercial. 

### L'après carrière: entrepreneur, entraîneur, et dirigeant
Après sa carrière de joueur terminée prématurément en 1975 à la suite d'une blessure, il ouvre dès juillet 1975 un magasin de sport à Laval, puis crée les magasins Franck Sports en Mayenne, rachetés par la suite par Intersport et désormais présidés par son fils. 
En 1978 il est entraîneur des jeunes gardiens du Stade Lavallois. Par la suite il est entraîneur principal, d'abord en 1979 au club de Paimpol en DSR dans sa Bretagne natale, puis en 1980 à l'Ernéenne en Mayenne. 
Il devient en juin 1981 vice-président des Socios du Stade Lavallois, puis dirigeant du club de 1987 à 1997, et enfin membre du directoire de 1997 à 2001. Il est co-président du club en 1990 avec Paul Lépine et Jean Noury, avant la venue de Jean Py en 1991.
Il meurt le 30 septembre 2011 à l'âge de 63 ans.

## Carrière de joueur
- 1969-1975 :  Stade lavallois[10]